# Hasan Hüseyin Mermer
Hasan Hüseyin Mermer (Ankara, 14 de novembro de 1994) é um jogador de vôlei de praia turco.

## Carreira
Em 2013 ao lado de Sefa Urlu representou seu país na conquista da medalha de bronze nos Jogos do Mediterrâneo de 2013 em Mersin.